# Monneella bicolor
Monneella bicolor är en skalbaggsart som beskrevs av Martins 1985. Monneella bicolor ingår i släktet Monneella och familjen långhorningar. Inga underarter finns listade i Catalogue of Life.